# Коррозия под напряжением
Коррозия под напряжением (КПН) — сложный и разрушительный процесс, при котором электрические поля и механические напряжения способствуют ускоренному разрушению материалов. Этот вид коррозии особенно актуален для металлов, таких как сталь и алюминий, которые используются в различных отраслях, включая строительство, нефтегазовую промышленность и транспорт.
Основные факторы, влияющие на КПН, включают наличие электролита, механические напряжения, температуру и химический состав среды. Процесс может происходить как в условиях статического напряжения, так и при циклическом, что делает его особенно опасным. Например, в трубопроводах или резервуарах для хранения жидкости, где возникают напряжения от давления, коррозия может привести к авариям и серьезным экономическим потерям.
Для предотвращения КПН применяются различные методы: выбор устойчивых к коррозии материалов, применение защитных покрытий, катодная защита и регулярный мониторинг состояния конструкций. Исследования в этой области продолжаются, что позволяет разрабатывать более эффективные методы противодействия данному явлению, обеспечивая безопасность и долговечность инженерных объектов.